# Bornholms Folkebiblioteker
Bornholms Folkebiblioteker er den fælles betegnelse for Bornholms Regionskommunes otte folkebiblioteker; hovedbiblioteket i Rønne og filialbibliotekerne i Allinge, Gudhjem, Hasle, Nexø, Svaneke, Aakirkeby og på Christiansø.
Bornholms Folkebiblioteker havde i 2015 cirka 300.000 udlån, hvor tallet i 2009 var på 400.000 enheder. 
Dog kunne man i 1. kvartal 2022 se en fremgang i antallet af udlån på Bornholms Folkebiblioteker, både blandt de fysiske og digitalte materialer sammenlignet med 1. kvartal 2020.

Det samlede budget for driften af bibliotekerne var i 2015 på 14,3 millioner kr. I juni 2016 var der i alt 32 personer ansat ved bibliotekerne. I 2022 var der ansat 21 personer på Bornholms Folkebiblioteker.